# Asiatische Radsportmeisterschaften 2015
Die 35. Asiatischen Radsportmeisterschaften (35th Asian Cycling Championships) fanden vom 4. bis 16. Februar 2015 in Nakhon Ratchasima, Thailand, statt. Veranstalter war die Asian Cycling Confederation (ACC). Gleichzeitig wurden die 22. Asiatischen Junioren-Radmeisterschaften durchgeführt.
Die Wettbewerbe im Bahnradsport fanden im King’s 80th Birthday Anniversary Velodrome statt.

## Resultate

### Bahnradsport

#### Männer

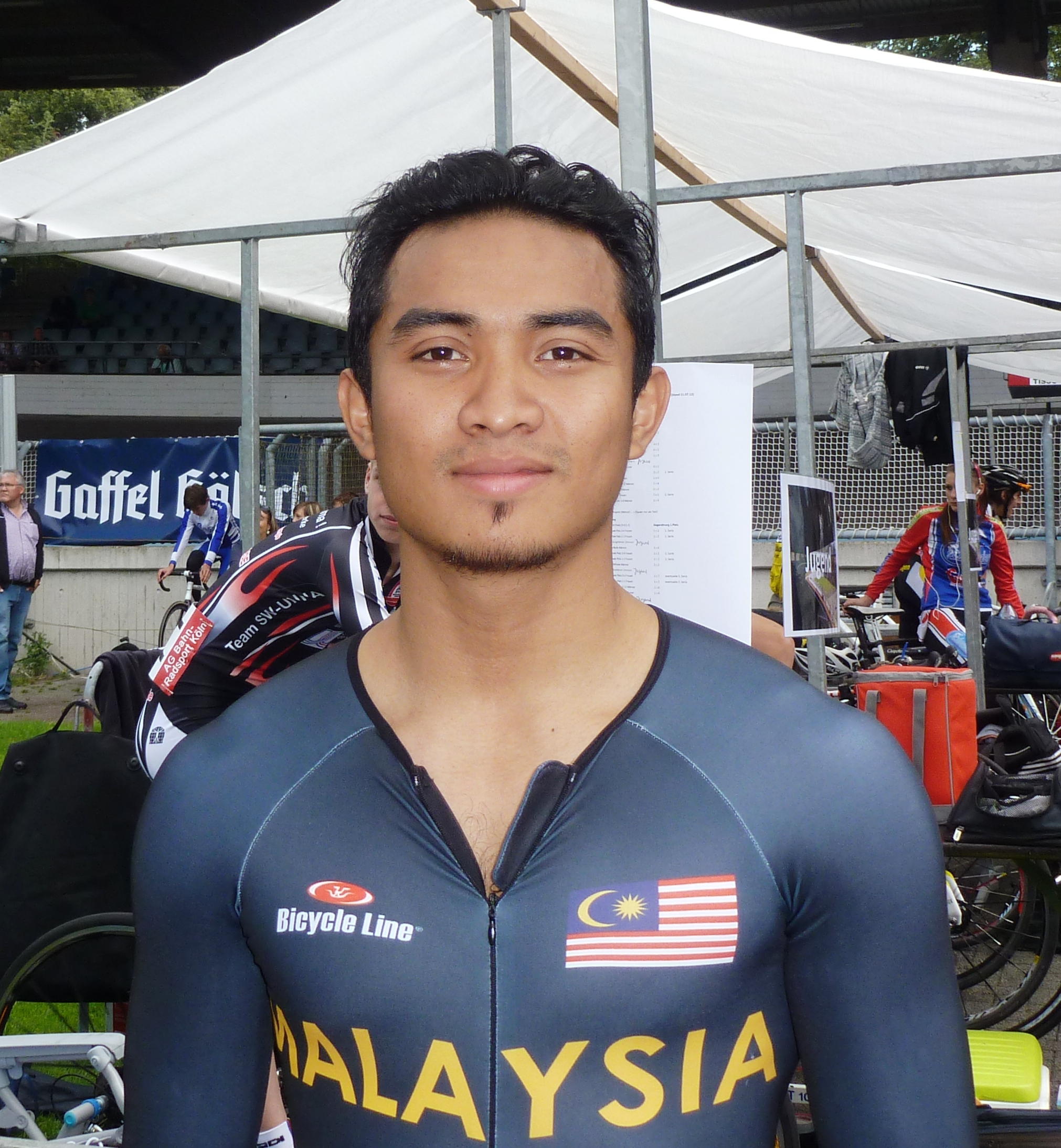
Azizulhasni Awang aus Malaysia errang eine Gold- und eine Silbermedaille.

| Disziplin             | Platz | Land                         | Athlet                                                           |
| --------------------- | ----- | ---------------------------- | ---------------------------------------------------------------- |
| Sprint                | 1     | Japan                        | Tomoyuki Kawabata                                                |
|                       | 2     | Malaysia                     | Azizulhasni Awang                                                |
|                       | 3     | Südkorea                     | Kang Dong-jin                                                    |
| Teamsprint            | 1     | Südkorea                     | Kang Dong-jin Im Chae-bin Son Je-yong                            |
|                       | 2     | Japan                        | Yudai Nitta Kazunari Watanabe Kazuki Amagai                      |
|                       | 3     | Volksrepublik China          | Xu Chao Bao Saifei Hu Ke                                         |
| Keirin                | 1     | Malaysia                     | Azizulhasni Awang                                                |
|                       | 2     | Japan                        | Kazunari Watanabe                                                |
|                       | 3     | Thailand                     | Worayuth Kapunya                                                 |
| Zeitfahren (1 km)     | 1     | Südkorea                     | Im Chae-bin                                                      |
|                       | 2     | Hongkong                     | Wu Lok Chun                                                      |
|                       | 3     | Iran                         | Ehsan Khademi                                                    |
| Einerverfolgung       | 1     | Südkorea                     | Park Sang-hoon                                                   |
|                       | 2     | Hongkong                     | Cheung King-lok                                                  |
|                       | 3     | Iran                         | Ryo Chikatani                                                    |
| Mannschaftsverfolgung | 1     | Volksrepublik China          | Hao Liu Pingan Shen Chen Lu Qin Wei Liu                          |
|                       | 2     | Japan                        | Ryo Chikatani Kazushige Kuboki Takuto Kurabayashi Shogo Ichimaru |
|                       | 3     | Südkorea                     | Shin Dong-hyun Park Keon-woo Park Sang-hoon Lim Jae-yeon         |
| Scratch               | 1     | Iran                         | Behnam Khalilikhosroshahi                                        |
|                       | 2     | Philippinen                  | Jan Paul Montealegre Morales                                     |
|                       | 3     | Chinesisch Taipeh            | Liu Ching Feng                                                   |
| Punktefahren          | 1     | Japan                        | Takuto Kurabayashi                                               |
|                       | 2     | Vereinigte Arabische Emirate | Yousef Mirza                                                     |
|                       | 3     | Südkorea                     | Shin Don-gin                                                     |
| Omnium                | 1     | Usbekistan                   | Timur Gumerow                                                    |
|                       | 2     | Südkorea                     | Im Jae-yeon                                                      |
|                       | 3     | Kasachstan                   | Artjom Sacharow                                                  |
| Madison               | 1     | Hongkong                     | Cheung King-lok Leung Chun-wing                                  |
|                       | 2     | Iran                         | Amir Zargari Arvin Moazzemi                                      |
|                       | 3     | Südkorea                     | Choi Seung-woo Park Keon-woo                                     |

#### Frauen

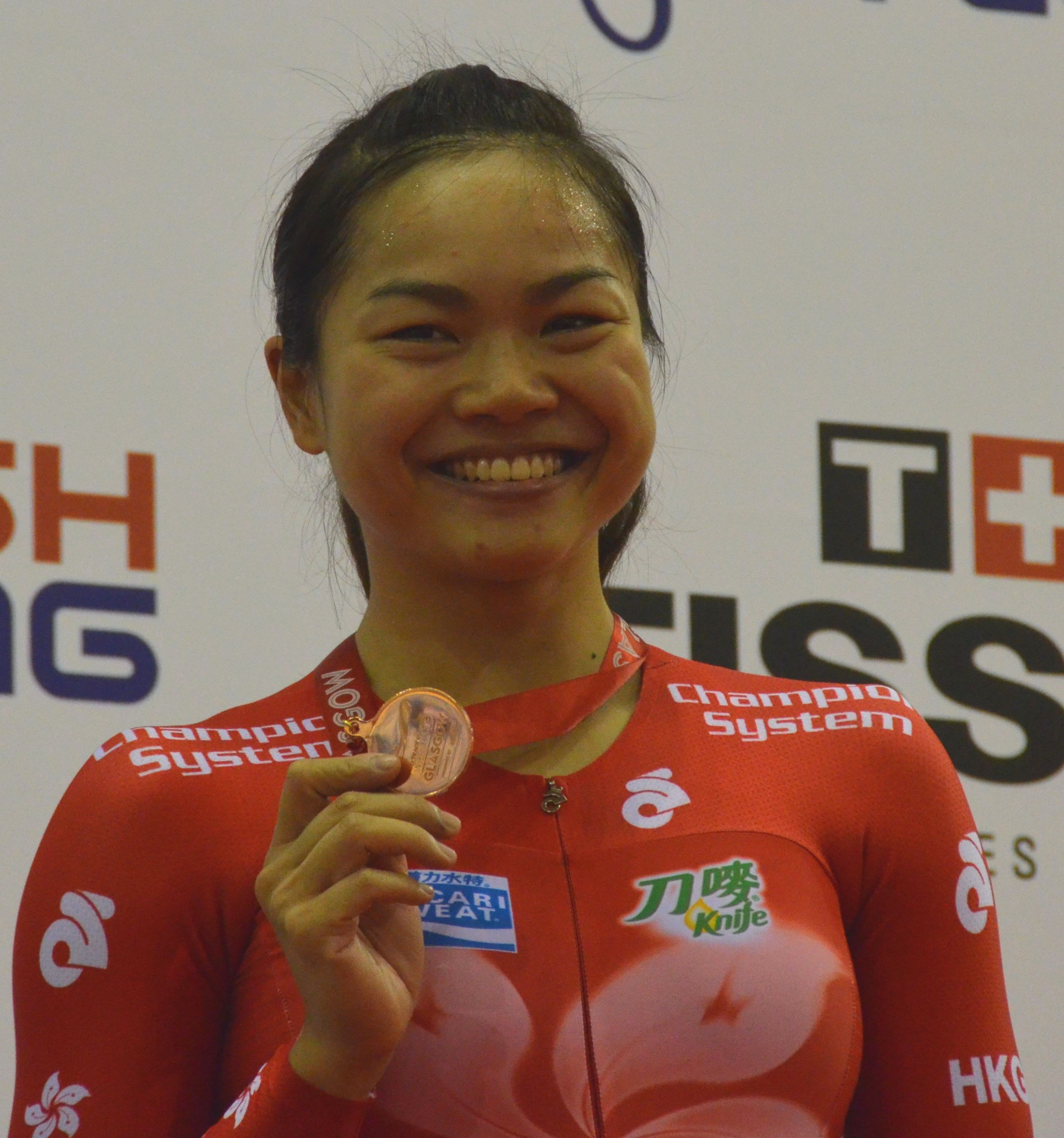
Lee Wai-sze aus Hongkong wurde zweifache Asienmeisterin.

| Disziplin             | Platz | Land                | Athlet                                                     |
| --------------------- | ----- | ------------------- | ---------------------------------------------------------- |
| Sprint                | 1     | Hongkong            | Lee Wai-sze                                                |
|                       | 2     | Volksrepublik China | Lin Junhong                                                |
|                       | 3     | Malaysia            | Fatehah Mustapa                                            |
| Teamsprint            | 1     | Südkorea            | Lee Hye-jin Choi Seul-gi                                   |
|                       | 2     | Japan               | Takako Ishii Kayono Maeda                                  |
|                       | 3     | Volksrepublik China | Li Xuemei Shi Jingjing                                     |
| Keirin                | 1     | Volksrepublik China | Lin Junhong                                                |
|                       | 2     | Südkorea            | Lee Hye-jin                                                |
|                       | 3     | Hongkong            | Lee Wai-sze                                                |
| Zeitfahren (500 m)    | 1     | Hongkong            | Lee Wai-sze                                                |
|                       | 2     | Malaysia            | Fatehah Mustapa                                            |
|                       | 3     | Japan               | Kayono Maeda                                               |
| Einerverfolgung       | 1     | Chinesisch Taipeh   | Huang Ting-ying                                            |
|                       | 2     | Hongkong            | Yang Qianyu                                                |
|                       | 3     | Thailand            | Supaksorn Nuntana                                          |
| Mannschaftsverfolgung | 1     | Volksrepublik China | Jing Yali Zhao Baofang Huang Dong Yan Jiang Wenwen         |
|                       | 2     | Hongkong            | Meng Zhao Juan Leung Bo Yee Yang Qianyu Pang Yao           |
|                       | 3     | Japan               | Kanako Kase Sakura Tsukagoshi Minami Uwano Kisato Nakamura |
| Scratch               | 1     | Volksrepublik China | Huang Ting-ying                                            |
|                       | 2     | Hongkong            | Yao Pang                                                   |
|                       | 3     | Japan               | Yoko Kojima                                                |
| Punktefahren          | 1     | Chinesisch Taipeh   | Huang Ting-ying                                            |
|                       | 2     | Südkorea            | Lee Chaek-yung                                             |
|                       | 3     | Japan               | Sakura Tsukagoshi                                          |
| Omnium                | 1     | Volksrepublik China | Luo Xiao Ling                                              |
|                       | 2     | Hongkong            | Diao Xiao Juan                                             |
|                       | 3     | Chinesisch Taipeh   | Hsiao Mei Yu                                               |

### Straßenradsport

#### Männer
| Disziplin        | Platz | Land                         | Athlet            |
| ---------------- | ----- | ---------------------------- | ----------------- |
| Straßenrennen    | 1     | Iran                         | Hossein Askari    |
|                  | 2     | Vereinigte Arabische Emirate | Yousef Mirza      |
|                  | 3     | Japan                        | Kohei Uchima      |
| Einzelzeitfahren | 1     | Iran                         | Hossein Askari    |
|                  | 2     | Kasachstan                   | Sandos Bitsigitow |
|                  | 3     | Südkorea                     | Choe Hyeong-min   |

#### Frauen
| Disziplin        | Platz | Land              | Athlet                   |
| ---------------- | ----- | ----------------- | ------------------------ |
| Straßenrennen    | 1     | Chinesisch Taipeh | Huang Ting-ying          |
|                  | 2     | Chinesisch Taipeh | Mei Yu Hsiao             |
|                  | 3     | Hongkong          | Zhao Juan Meng           |
| Einzelzeitfahren | 1     | Südkorea          | Na Ah-reum               |
|                  | 2     | Japan             | Mayuko Hagiwara          |
|                  | 3     | Mongolei          | Enkhjargal Tuvshinjargal |

## Medaillenspiegel
| Rang  | Land                         | Gold | Silber | Bronze | Gesamt |
| ----- | ---------------------------- | ---- | ------ | ------ | ------ |
| 1     | Volksrepublik China          | 6    | 1      | 2      | 9      |
| 2     | Südkorea                     | 5    | 3      | 5      | 13     |
| 3     | Hongkong                     | 3    | 6      | 2      | 11     |
| 4     | Iran                         | 3    | 1      | 2      | 6      |
| 5     | Japan                        | 2    | 5      | 5      | 12     |
| 6     | Chinesisch Taipeh            | 2    | 1      | 2      | 5      |
| 7     | Malaysia                     | 1    | 2      | 1      | 4      |
| 8     | Usbekistan                   | 1    | 0      | 0      | 1      |
| 9     | Vereinigte Arabische Emirate | 0    | 2      | 0      | 2      |
| 10    | Thailand                     | 0    | 0      | 2      | 2      |
| 10    | Kasachstan                   | 0    | 1      | 1      | 2      |
| 12    | Philippinen                  | 0    | 1      | 0      | 1      |
| 13    | Mongolei                     | 0    | 0      | 1      | 1      |
| Total | Total                        | 23   | 23     | 23     | 69     |